# Diplectrona magna
Diplectrona magna är en nattsländeart som beskrevs av Martin E. Mosely 1930. Diplectrona magna ingår i släktet Diplectrona och familjen ryssjenattsländor. Inga underarter finns listade i Catalogue of Life.